# Don Juan's Reckless Daughter
Albums de Joni Mitchell
Hejira
(1976) Mingus
(1979)
Don Juan's Reckless Daughter est le neuvième album studio de Joni Mitchell, sorti le 13 décembre 1977.

## Contenu
Cet album est inhabituel de par son style expérimental, élargissant encore davantage le jazz présent sur l'album précédent, Hejira. Joni a déclaré qu'étant en fin de contrat avec Asylum Records, elle s'était permis d'aller dans une direction jamais explorée auparavant.
La pochette est un photomontage de trois photos de Joni Mitchell, dont une la représente en hipster noir qu'elle appelle Art Nouveau.

## Réception
L'album s'est classé 25e au Billboard 200 et a été certifié disque d'or par la Recording Industry Association of America (RIAA) le 13 février 1978.

## Liste des titres
Toutes les chansons sont écrites et composées par Joni Mitchell, sauf mention contraire.
| 1. | Overture - Cotton Avenue | 6:41 |
| 2. | Talk to Me               | 3:45 |
| 3. | Jericho                  | 3:22 |

| 1. | Paprika Plains | 16:21 |

| 1. | Otis and Marlena |                                                                                     | 4:09 |
| 2. | The Tenth World  | Joni Mitchell, Don Alias, Manolo Badrena, Alex Acuña, Airto Moreira, Jaco Pastorius | 6:45 |
| 3. | Dreamland        |                                                                                     | 4:38 |

| 1. | Don Juan's Reckless Daughter | 6:36 |
| 2. | Off Night Backstreet         | 3:20 |
| 3. | The Silky Veils of Ardor     | 4:01 |

## Personnel
- Joni Mitchell : guitare, piano (B1), chant
- Larry Carlton : guitare électrique (C1)
- Jaco Pastorius : basse, bongos (C2), cencerro (C3)
- Michel Colombier : piano (C1)
- Chaka Khan : chœurs (C2 et C3)
- Glenn Frey : chœurs (D2)
- J.D. Souther : chœurs (D2)
- Wayne Shorter : saxophone soprano (A3 et B1)
- John Guerin : batterie
- Alejandro Acuña : congas, cencerro, chœurs (C2), shaker (C3), sonnaille (D1)
- Airto : surdo (C2 et C3)
- Don Alias : bongos (A3), congas, clave, chœurs (C2), caisse claire, Blocs de bois (C3), shaker (D1)
- Manolo Badrena : congas, boîtes de café et chant (C2), congas (C3)
- Michael Gibbs : arrangements et direction d'orchestre (B1, D2)